# Disa fragrans
Disa fragrans är en orkidéart som beskrevs av Rudolf Schlechter. Disa fragrans ingår i släktet Disa och familjen orkidéer.

## Underarter
Arten delas in i följande underarter:
- D. f. deckenii
- D. f. fragrans